# Metylgrupp

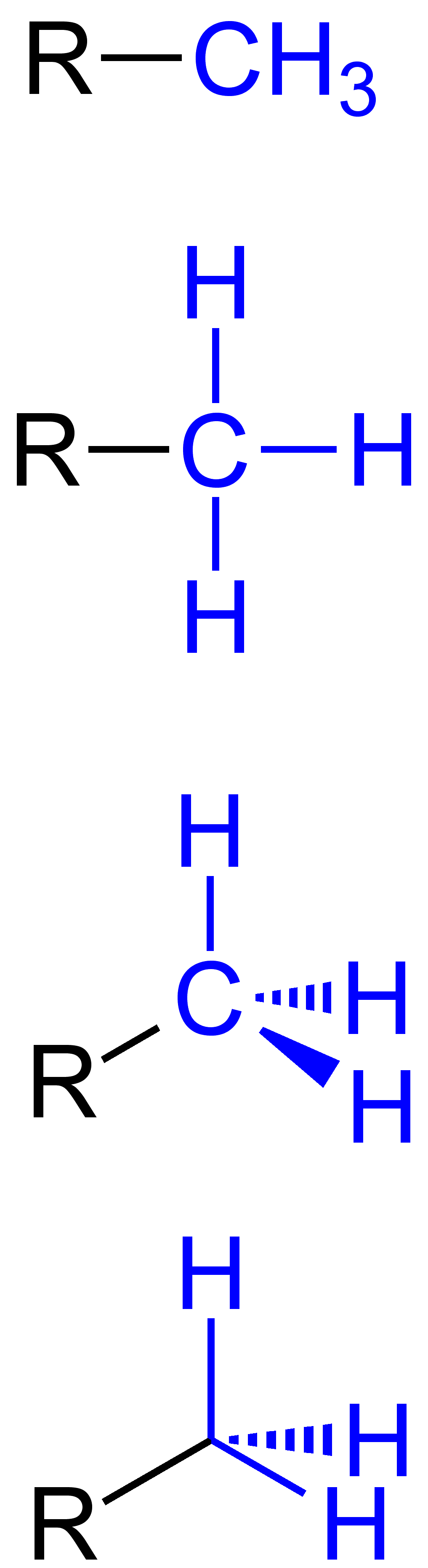
Olika sätt att representera en metylgrupp (markerad i blått)

En metylgrupp är en substituent inom organisk kemi med strukturformeln –CH3. I formler förkortas gruppen ofta som Me. Namnet metyl är härlett från metan, CH4. 
Denna kolvätegrupp förekommer i många organiska föreningar och är en mycket stabil grupp i de flesta molekyler. Medan metylgruppen vanligtvis är en del av en större molekyl, bunden till resten av molekylen med en enkel kovalent bindning (−CH3), kan den hittas ensam i någon av tre former: metanidanjon (CH−3), metyliumkatjon (CH +3) eller metylradikal (CH•3). Anjonen har åtta valenselektroner, radikalen sju och katjonen sex. Alla tre formerna är mycket reaktiva och observeras sällan.
Metylering av proteiner och andra biomolekyler är ett viktigt regleringssätt i biologiska system.

## Metylkatjon, anjon och radikal

### Metylkatjon
Metyliumkatjonen (CH+3) finns i gasfasen, men påträffas annars inte. Vissa föreningar anses vara källor till CH+3-katjon, och denna förenkling används genomgående inom organisk kemi. Till exempel ger protonering av metanol ett elektrofilt metyleringsreagens som reagerar genom SN2-vägen:
CH3OH + H+ → [CH3OH2]+
På liknande sätt ses metyljodid och metyltriflat som ekvivalenten till metylkatjonen eftersom de lätt genomgår SN2-reaktioner av svaga nukleofiler.

### Metylanjon
Metanidanjonen (CH−3) existerar endast i sällsynt gasfas eller under exotiska förhållanden. Den kan produceras genom elektrisk urladdning i keten vid lågt tryck (mindre än en torr) och dess reaktionsentalpi bestäms till ca 252,2 ± 3,3 kJ/mol. Den är en kraftfull superbas, endast litiummonoxidanjonen (LiO−) och dietynylbensendianjonerna är kända för att vara starkare.
När man diskuterar mekanismer för organiska reaktioner anses metyllitium och relaterade Grignardreagens ofta vara salter av CH−3 och även om modellen kan vara användbar för beskrivning och analys, är den bara en användbar fiktion. Sådana reagens framställs i allmänhet från metylhalogeniderna:
2 M + CH3X → MCH3 + MX
där M är en alkalimetall.

### Metylradikal
Metylradikalen har formeln CH•3. Den finns i utspädda gaser, men i mer koncentrerad form dimeriseras den lätt till etan. Den kan framställas genom termisk nedbrytning av endast vissa föreningar, särskilt de med en –N=N– koppling.

## Reaktivitet
Reaktiviteten hos en metylgrupp beror på de intilliggande substituenterna. Metylgrupper kan vara ganska oreaktiva. Till exempel, i organiska föreningar, motstår metylgruppen attacker av även de starkaste syrorna.

### Oxidering
Oxideringen av en metylgrupp förekommer i stor utsträckning i naturen och industrin. Oxideringsprodukterna som härrör från metyl är –CH2OH, –CHO och –COOH. Till exempel omvandlar permanganat ofta en metylgrupp till en karboxylgrupp (–COOH), till exempel omvandlingen av toluen till bensoesyra. I slutändan ger oxidering av metylgrupper protoner och koldioxid, som ses vid förbränning.

### Metylering
Demetylering (överföring av metylgruppen till en annan förening) är en vanlig process, och reagenser som genomgår denna reaktion kallas metyleringsmedel. Vanliga metyleringsmedel är dimetylsulfat, metyljodid och metyltriflat. Metanogenes, källan till naturgas, uppstår via en demetyleringsreaktion. Tillsammans med ubiquitin och fosforylering är metylering en viktig biokemisk process för att modifiera proteinfunktionen.

### Deprotonering
Vissa metylgrupper kan deprotoneras. Till exempel är surheten hos metylgrupperna i aceton ((CH3)2CO) cirka 1020 gånger surare än metan. De resulterande karbanjonerna är viktiga mellanprodukter i många reaktioner i organisk syntes och biosyntes. Fettsyror produceras på detta sätt.

### Reaktioner från fria radikaler
När den placeras i bensyl- eller allylpositioner minskar styrkan hos C–H-indningen och metylgruppens reaktivitet ökar. En manifestation av denna ökade reaktivitet är den fotokemiska kloreringen av metylgruppen i toluen för att ge bensylklorid.

## Kiral metyl
I det speciella fallet där ett väte ersätts med deuterium (D) och ett annat väte med tritium (T), blir metylsubstituenten kiral. Det finns metoder för att framställa optiskt rena metylföreningar, till exempel kiral ättiksyra (CHDTCO2H). Genom användning av kirala metylgrupper har det stereokemiska förloppet av flera biokemiska transformationer kunnat analyseras.

## Rotation
En metylgrupp kan rotera runt R-C-axeln. Detta är en fri rotation endast i de enklaste fallen som gasformig metylklorid CH3Cl. I de flesta molekyler bryter resten R C∞-symmetrin för R–C-axeln och skapar en potential V(φ) som begränsar den fria rörelsen för de tre protonerna. För modellfallet etan, CH3CH3, diskuteras detta under begreppet etanbarriär. I kondenserade faser bidrar också grannmolekyler till potentialen. Metylgruppsrotation kan experimentellt studeras med kvasielastisk neutronspridning. 

## Etymologi
De franska kemisterna Jean-Baptiste Dumas och Eugene Peligot introducerade, efter att ha bestämt metanolens kemiska struktur, benämningen "metylen" från det grekiska mety "vin" och hȳlē "trä, trädlapp" i avsikt att lyfta fram dess ursprung, "alkohol gjord av trä (ämne)". Termen "metyl" härleddes omkring 1840 genom återbildning från "metylen", och användes sedan för att beskriva "metylalkohol" (som sedan 1892 kallas "metanol").
Metyl är i IUPAC-nomenklaturen för organisk kemi term för en alkan (eller alkyl) molekyl, med prefixet "met-" för att ange närvaron av en enda kolatom.